# 维勒米尔兰
维勒米尔兰（法語：Villemurlin，法語發音：[vilmyʁlɛ̃]）是法国卢瓦雷省的一个市镇，位于该省南部，属于奥尔良区。

## 地理
维勒米尔兰（47°41'6"N, 2°20'8"E）面积48.95 平方千米，位于法国中央-卢瓦尔河谷大区卢瓦雷省，该省份为法国中北部省份，北起埃松省，西北接厄尔-卢瓦省，西南接卢瓦-谢尔省，南至涅夫勒省和谢尔省，东临约讷省，东北接塞纳-马恩省。
与维勒米尔兰接壤的市镇（或旧市镇、城区）包括：塞尔东、伊德、圣艾尼昂勒雅亚尔、圣弗洛朗、羅亞爾河畔敘利、维格兰。
维勒米尔兰的时区为UTC+01:00、UTC+02:00（夏令时）。

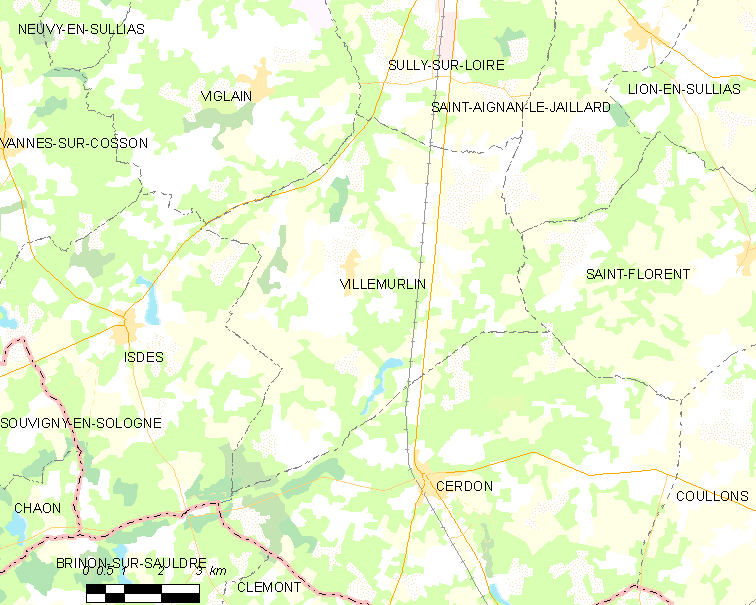
维勒米尔兰的OSM定位图

## 行政
维勒米尔兰的邮政编码为45600，INSEE市镇编码为45340。

## 政治
维勒米尔兰所属的省级选区为卢瓦尔河畔叙利县。

## 人口

1962-2008年间维勒米尔兰人口变化图示

维勒米尔兰于2022年1月1日时的人口数量为537人。